# Acatic (gmina)
Asientos – gmina we wschodniej części meksykańskiego stanu Jalisco, położona kilkadziesiąt kilometrów na północny wschód od miasta Guadalajara. Jest jedną ze 126 gmin w tym stanie. Siedzibą władz gminy jest miasto Acatic.

## Geografia
Gmina znajduje się na płaskowyżu, i większość obszaru jest równinna. Na równinach występują nieliczne wzgórza o łagodnych zboczach. Nazwa gminy pochodzi od dużego obszaru leśnego "Los Alacates". Średnia temperatura roczna wynosi 18, 5ºC, a suma opadów 835,8mm.